# Marineland (Antíbol)

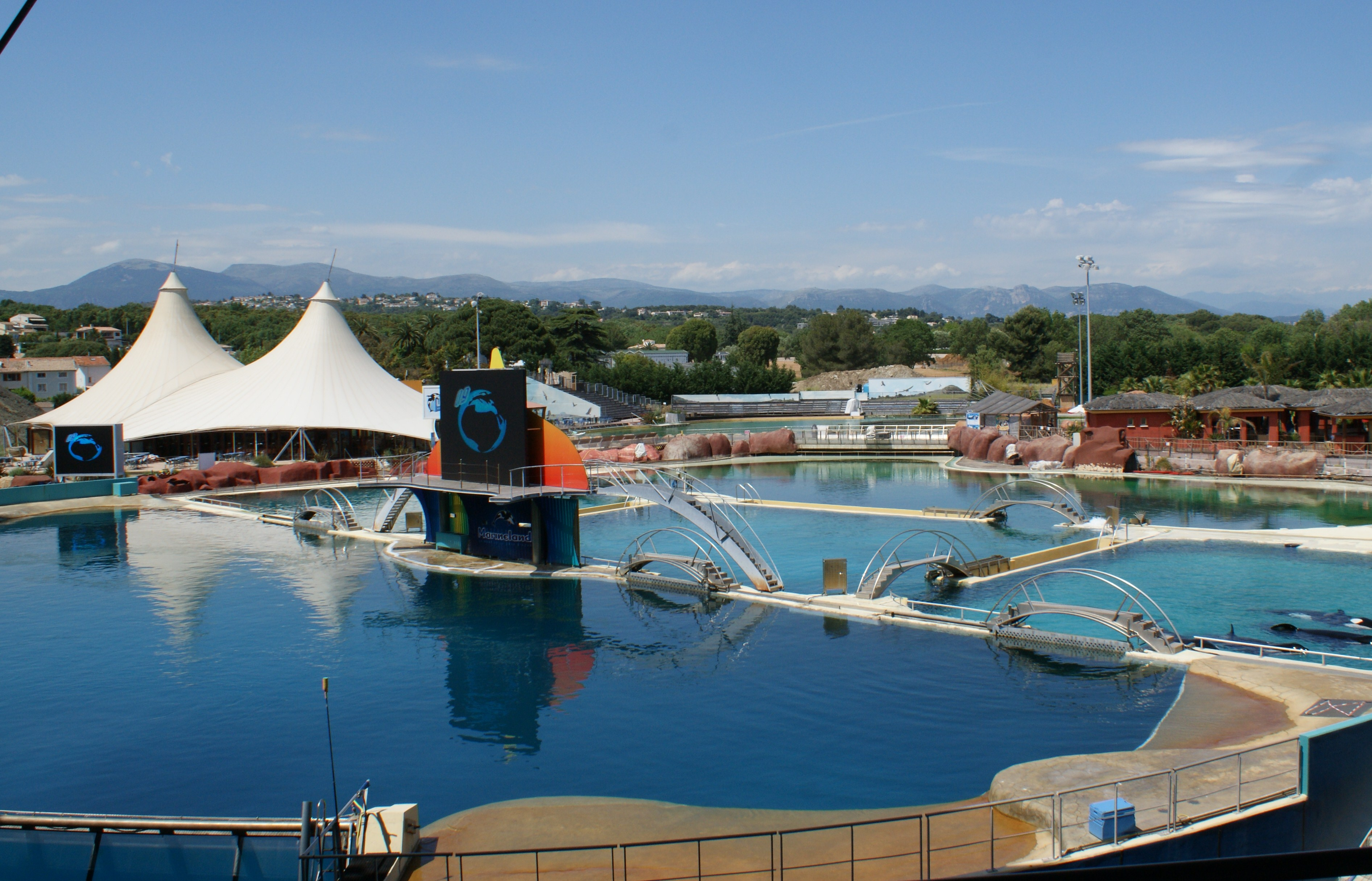
Dipòsits de les orques al Marineland d'Antíbol.

Marineland d'Antíbol, en francès: Marineland d'Antibes, és un parc temàtic privat de França gestionat per la multinacional espanyola Parques Reunidos, va ser fundat l'any 1970 a Antíbol (en francès: Antibes) situat a la Costa Blava. És un complex amb 26 hectàrees que consta d'un parc zoològic marí amb un delfinari, un parc aquàtic, un parc de jocs per a infants i un minigolf.
L'any 2013 va tenir 1,2 milions de visitants i és un dels parcs zoològics més visitats de França.

## Història
El 1970, Roland de La Poype, un industrial provinent de la noblesa francesa apassionat per la vida marina, creà Marineland d'Antibes amb la intenció de fer més accessibles a la gent els grans animals marins.
La especifitat d'un zoo marí descansa en l'aigua de mar que el nodreix, cosa que representa una complexitat tècnica important. Els sistema bomba aigua del mar i la recicla cada 10 hores a través de nombrosos filtres amb una capacitat total de dos milions de litres per hora. Això resulta rendible pel fet que Marineland està a només 300 metres del mar. l'aigua de mar s'agafa a una fondària suficient perquè la temperatura de l'aigua sigui constant tot l'any.
Quan es va crear Marineland tenia una parella d'orques, Calypso i Clovis, provinents del zoo de Cleethorpes (Anglaterra) i de l'aquarium de Seattle (Estats Units), respectivament.

### Desenvolupament
Noves orques van substituir les primeres. El 1976 arribà Kim, un mascle i el 1978 arribà Betty, una femella capturada al mar d'Islàndia.
El 1996 es va crear Sharks, un aquari de taurons i rajades amb un túnel de 30m que el travessa. Aquest aquari va permetre la reproducció del tauró gris (Carcharhinus plumbeus) en captivitat, per primera vegada al món.
El 1998, Marineland creà el CRC: Centre de Recherche pour les Cétacés.
La segona etapa important va ser la construcció d'un nou dipòsit per a les orques l'any 2000, amb 44 milions de litres d'aigua marina.

### Compra per part de Parques Reunidos
Durant l'estiu de 2006, el grup espanyol Parques Reunidos, el qual gestionava 72 parcs en 11 països va comprar Marineland d'Antibes per 75 milions d'euros. Un nou equip dirigent arribà a aquest parc amb Bernard Giampaolo com a director el qual havia treballat al Club Med i en el restaurant a Christophe Carasena, que havia treballat a Disneyland París.
El 2009, es va crear Antarctica per hostatjar els pingüins subantàrics.
El 2010, Marineland va rebre una parella d'ossos polars per a un programa europeu de recuperació d'espècies amenaçades (EEP).

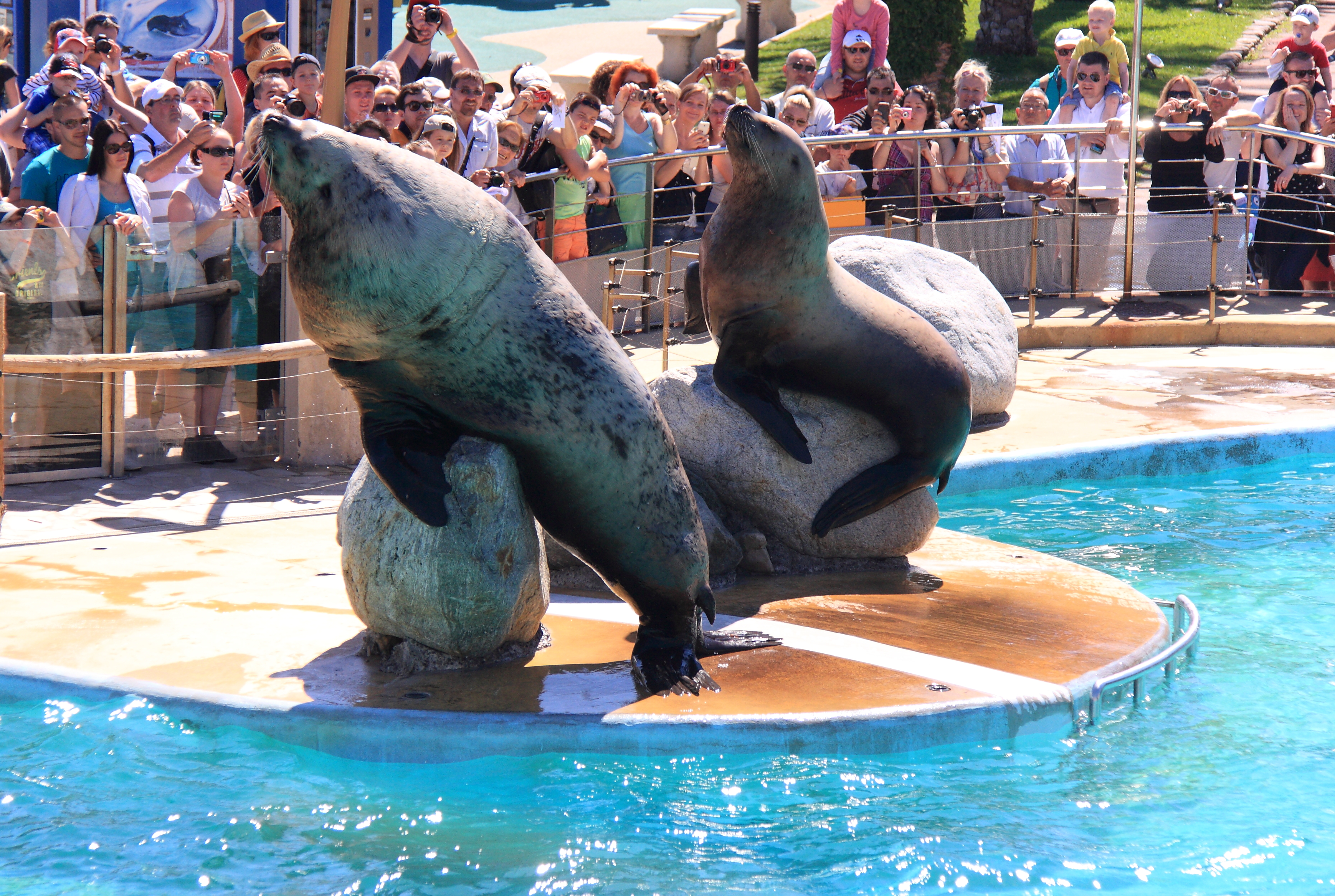
Lleons marins
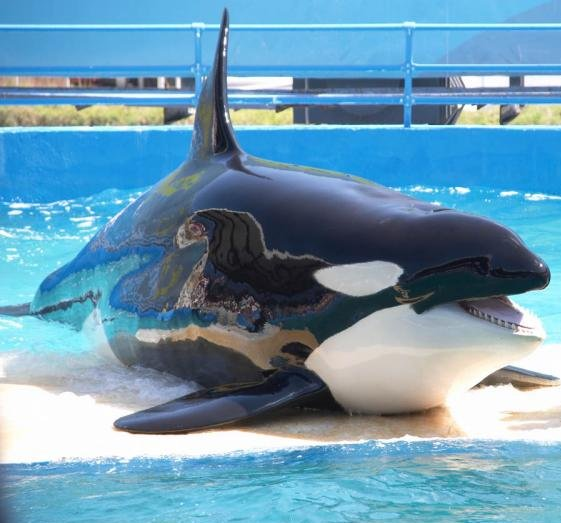
Orques
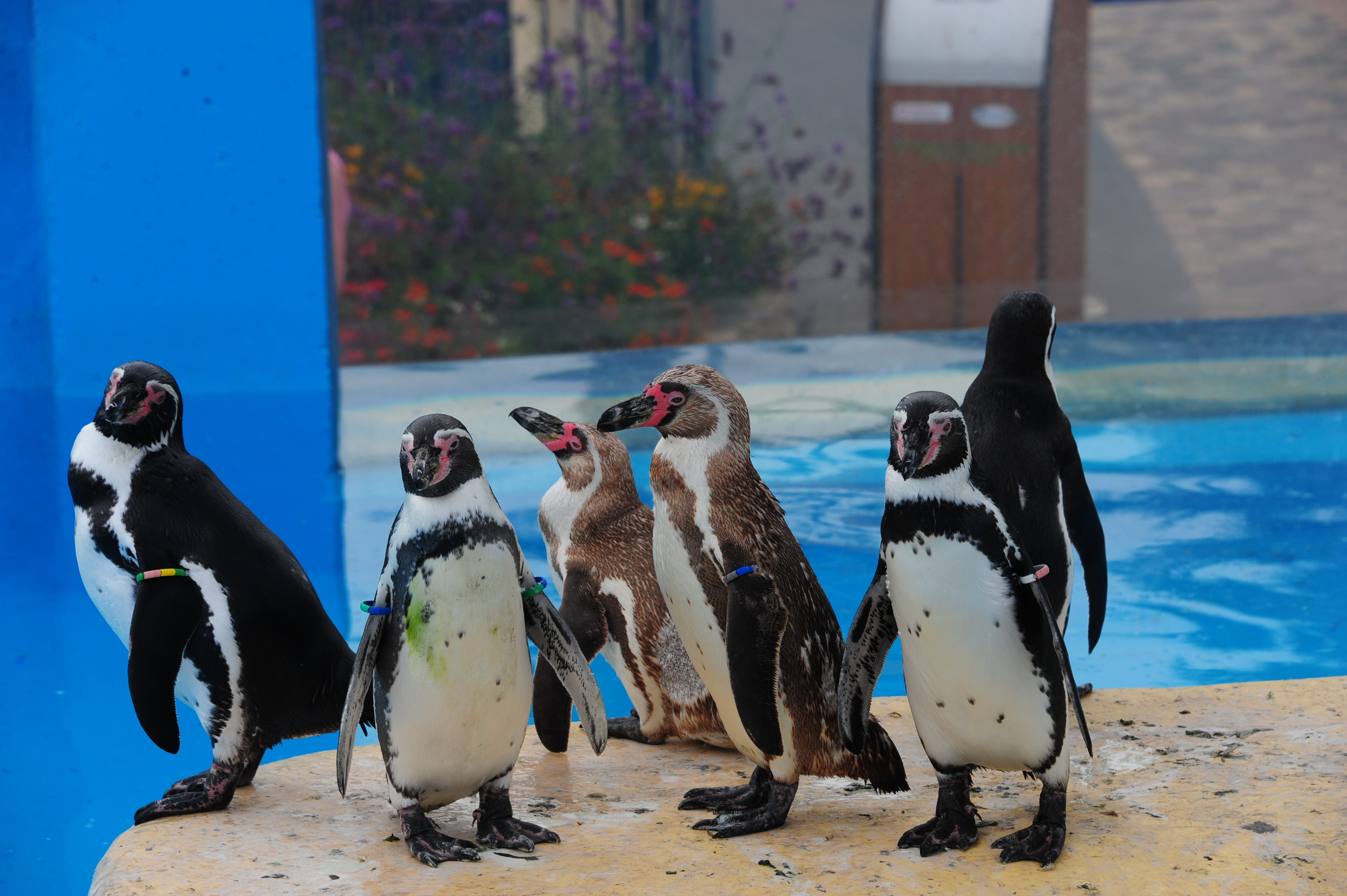
Pingüins de Humboldt
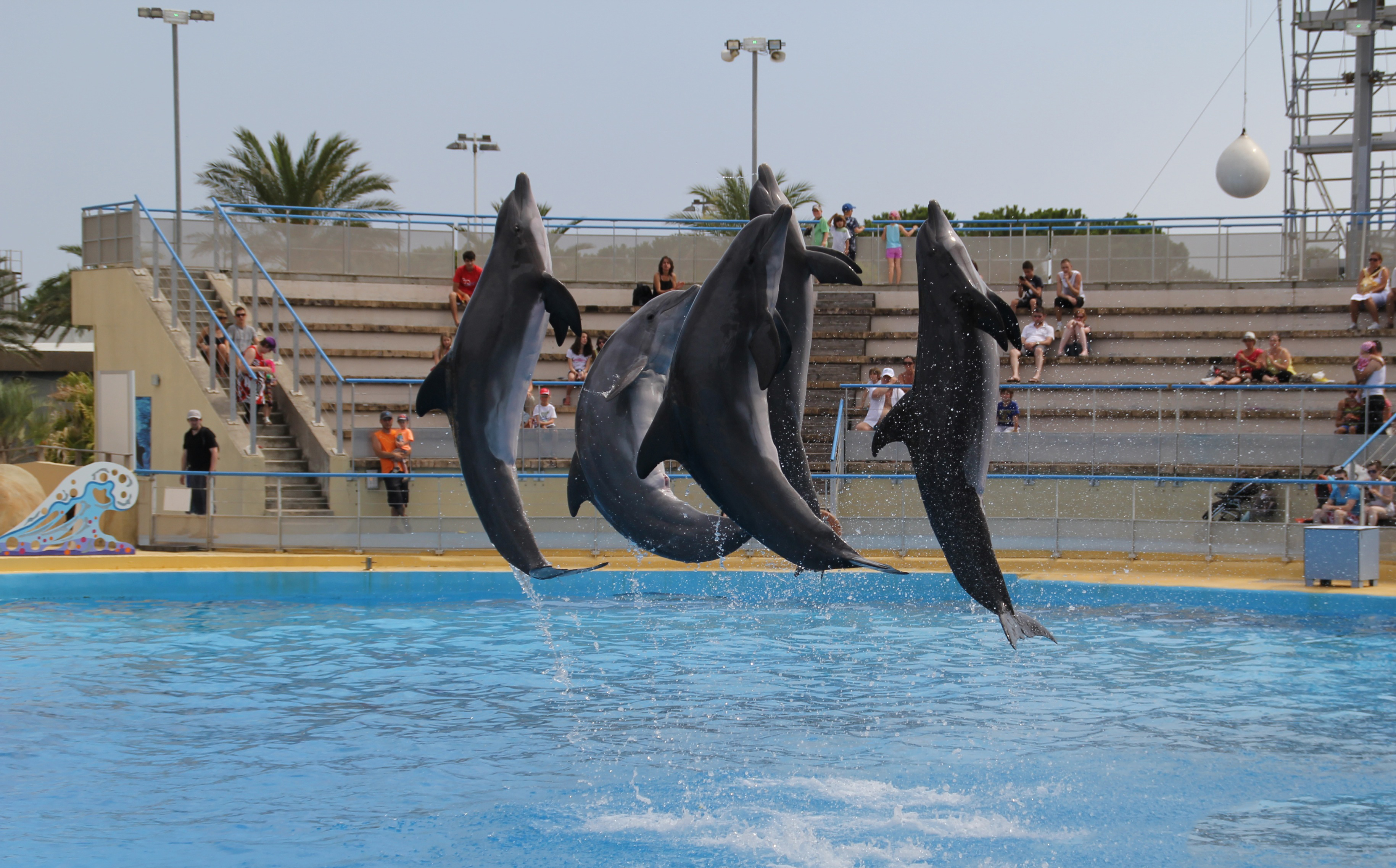
Grans dofins